# Mark Robson
Mark Robson (* 4. Dezember 1913 in Montréal, Québec; † 20. Juni 1978 in London) war ein kanadischer Filmregisseur, Filmproduzent und Filmeditor in Hollywood. Bekannt wurde er durch die Filme Die Brücken von Toko-Ri (1954), Schmutziger Lorbeer (1956), Glut unter der Asche (1957) und Colonel von Ryans Express (1965).

## Leben
Robson war ab 1941 zunächst für mehrere Filme als Editor tätig, bevor im Jahr 1943 zur Regie wechselte und bis Ende der 1970er mehr als 30 Filme inszenierte. Ab den 1950er Jahren trat er auch als Produzent in Erscheinung.
Robson war 1958 für Glut unter der Asche sowie 1959 für Die Herberge zur 6. Glückseligkeit jeweils in der Kategorie Bester Regisseur für den Oscar nominiert. Für seine Beiträge zur Filmindustrie wurde er mit einem Stern auf dem Hollywood Walk of Fame ausgezeichnet. Auch bei dem Film Erdbeben aus dem Jahr 1974 mit Charlton Heston und Ava Gardner führte Robson Regie.

## Filmografie

### Regie
- 1943: The Seventh Victim
- 1943: The Ghost Ship
- 1944: Youth Runs Wild
- 1945: Isle of the Dead
- 1946: Bedlam
- 1949: Zwischen Frauen und Seilen (Champion)
- 1949: Der Kampf um den Sonora-Pass (Roughshod)
- 1949: Home of the Brave
- 1949: Angst vor der Schande (My Foolish Heart)
- 1950: Auf des Schicksals Schneide (Edge of Doom)
- 1951: Im Sturm der Zeit (I Want You)
- 1951: Sieg über das Dunkel (Bright Victory)
- 1953: Hölle unter Null (Hell Below Zero)
- 1953: Rückkehr ins Paradies (Return to Paradise)
- 1954: Die Brücken von Toko-Ri (The Bridges at Toko-Ri)
- 1954: Eine glückliche Scheidung (Phfft!)
- 1955: Kennwort: Berlin-Tempelhof (A Prize of Gold)
- 1955: Das Komplott (Trial)
- 1956: Schmutziger Lorbeer (The Harder They Fall)
- 1957: Die kleine Hütte (The Little Hut)
- 1957: Glut unter der Asche (Peyton Place)
- 1958: Die Herberge zur 6. Glückseligkeit (The Inn of the Sixth Happiness)
- 1960: Von der Terrasse (From the Terrace)
- 1962: Der Inspektor (Lisa) (nur Produktion)
- 1963: Neun Stunden zur Ewigkeit (Nine Hours to Rama)
- 1963: Der Preis (The Prize)
- 1965: Colonel von Ryans Express (Von Ryan’s Express)
- 1966: Sie fürchten weder Tod noch Teufel (Lost Command)
- 1967: Das Tal der Puppen (Valley of the Dolls)
- 1969: Der Mann mit dem Katzenkäfig (Daddy’s Gone A-hunting)
- 1971: Happy Birthday, Wanda June
- 1974: Erdbeben (Earthquake)
- 1978: Lawinenexpress (Avalanche Express)

### Schnittassistenz
- 1941: Citizen Kane – Regie: Orson Welles
- 1941: Der Glanz des Hauses Amberson (The Magnificent Andersons) – Regie: Orson Welles, Robert Wise, Freddie Fleck

### Schnitt
- 1941: Der Teufel und Daniel Webster (The Devil and Daniel Webster) – Regie: William Dieterle
- 1943: Von Agenten gejagt (Journey into Fear) – Regie: Norman Foster / Orson Welles
- 1943: Katzenmenschen (Catpeople) – Regie: Jacques Tourneur
- 1943: Ich folgte einem Zombie (I Walked with a Zombie) – Regie: Jacques Tourneur
- 1943: The Leopard Man – Regie: Jacques Tourneur